# Liste der Baudenkmäler in Rohrbach (Ilm)

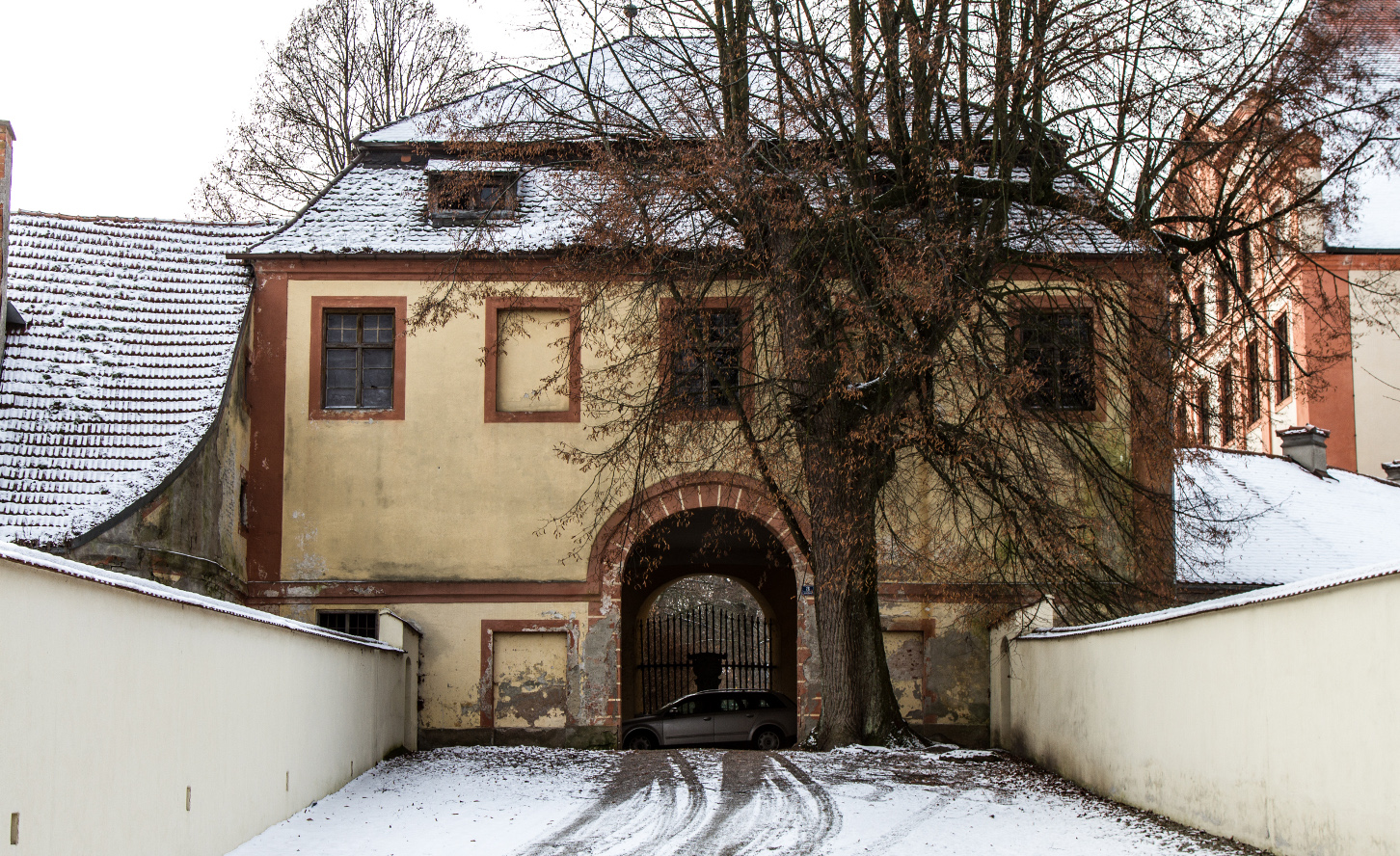
Rohrbach, Einfahrt zum Schloss

Auf dieser Seite sind die Baudenkmäler in der oberbayerischen Gemeinde Rohrbach zusammengestellt. Diese Tabelle ist eine Teilliste der Liste der Baudenkmäler in Bayern. Grundlage ist die Bayerische Denkmalliste, die auf Basis des Bayerischen Denkmalschutzgesetzes vom 1. Oktober 1973 erstmals erstellt wurde und seither durch das Bayerische Landesamt für Denkmalpflege geführt wird. Die folgenden Angaben ersetzen nicht die rechtsverbindliche Auskunft der Denkmalschutzbehörde.

## Baudenkmäler nach Ortsteilen

### Rohrbach
| Lage                                   | Objekt                                                   | Beschreibung | Akten-Nr.     | Bild                                                     |
| -------------------------------------- | -------------------------------------------------------- | --- | ------------- | -------------------------------------------------------- |
| Fahlenbacher Straße (Standort)         | Kriegerdenkmal                                           | Stattliche dreiteilige Anlage mit Tafeln zwischen Pfeilern, Dreiecksgiebel und Relief, für die Gefallenen des Ersten Weltkrieges um 1918 errichtet, nach 1945 für die Gefallenen des Zweiten Weltkrieges erweitert. | D-1-86-149-24 | weitere Bilder                                           |
| Hofmarkstraße (Standort)               | Ehemaliges Wasserwerk                                    | Eingeschossiger, traufständiger Satteldachbau mit Stichbogenfenstern und Gurtgesims, zweite Hälfte 19. Jahrhundert. | D-1-86-149-23 | Ehemaliges Wasserwerk                                    |
| Kirchenweg 1 (Standort)                | Alte katholische Pfarrkirche St. Johannes der Täufer     | Verputzter Satteldachbau mit Chorturm mit Treppengiebel, Langhaus mit Flachdecke über Hohlkehle und eingezogener Chor mit Kreuzgratgewölbe, im Kern romanisch, 15. Jahrhundert, Turm gotisch, Langhausdecke um 1730; mit Ausstattung; Nord- und Ostzug der ehemaligen Friedhofsmauer, Backstein, zum Teil verputzt, 17./18. Jahrhundert. | D-1-86-149-1  | weitere Bilder                                           |
| Kirchenweg 3 (Standort)                | Katholische Pfarrkirche Verklärung Christi auf dem Berge | Verputzter Betonbau mit Flachsatteldach und halbrundem Chorschluss im Osten, Saalkirche mit offenem Dachstuhl, Umgang und kryptenartiger Unterkirche, mit Pfarrhaus über Vor- und Innenhof mit Glockenturm verbunden, von Alexander Freiherr von Branca, 1959–61; mit Ausstattung. | D-1-86-149-20 | Katholische Pfarrkirche Verklärung Christi auf dem Berge |
| Kirchenweg 14 (Standort)               | Friedhofskapelle                                         | Eingeschossiger Walmdachbau mit Mittelrisalit und Zwerchgiebel, mit Dachreiter, in historisierenden Formen, 1877–79, 1936 erweitert. | D-1-86-149-21 | BW                                                       |
| Schloßweg 3, Nähe Schloßweg (Standort) | Schloss                                                  | Dreigeschossiger Rechteckbau mit steilem, östlich abgewalmtem Satteldach und getrepptem Schweifgiebel nach Westen, Pilastergliederung, durchfensterte Attika, Frontispiz mit monumentalem Wappen und Portal mit säulengetragenem Eisenbalkon nach Osten, im Kern 14./15. Jahrhundert, Westfassade Anfang 18. Jahrhundert, Verlängerung nach Osten und Ostfassade 1737–40; mit Ausstattung; Verbindungsbau zwischen Schloss und Torhaus, erdgeschossiger, konkav geformter Satteldachbau, Mitte 18. Jahrhundert; Torhaus, pavillonartiger, zweigeschossiger Mansardwalmdachbau mit sich teilender Durchfahrt, Mitte 18. Jahrhundert; Wirtschaftsgebäude mit barocker Hopfendarre, östlich an das Torhaus anschließend, zweigeschossiger, verputzter Satteldachbau, Mitte 18. Jahrhundert; Reste der Einfriedung am Schlossweg, verputzte Steinmauer, 18. Jahrhundert. | D-1-86-149-3  | weitere Bilder                                           |
| Schloßweg 10 (Standort)                | Gasthof                                                  | Zweigeschossiger, traufseitiger Satteldachbau mit Putzgliederung und Schwalbenschwanzzinnen, wohl erste Hälfte 18. Jahrhundert; Ausleger, schmiedeeisern, in Neurokokoformen, bezeichnet mit „1882“. | D-1-86-149-4  | Gasthof                                                  |

### Fahlenbach
| Lage                                               | Objekt                             | Beschreibung | Akten-Nr.    | Bild                 |
| -------------------------------------------------- | ---------------------------------- | --- | ------------ | -------------------- |
| Bergstraße 2a (Standort)                           | Wohnstallhaus                      | Erdgeschossiger, traufseitiger Steilsatteldachbau, 18. Jahrhundert. | D-1-86-149-6 | Wohnstallhaus        |
| Kreuzung Fürholzener Straße/Hauptstraße (Standort) | Heiligenhäuschen                   | Verputzter Massivbau mit Satteldach und Bildnische, 19. Jahrhundert. | D-1-86-149-9 | weitere Bilder       |
| Kirchberg 7 (Standort)                             | Katholische Pfarrkirche St. Martin | Saalkirche mit Steilsatteldach, eingezogenem Rechteckchor und südlichem Chorflankenturm mit Spitzhelm, Langhaus und Chor kreuzgratgewölbt, im Kern spätromanisch, Außenbau neuromanisch, Verlängerung des Langhauses und Turmneubau 1870; mit Ausstattung. | D-1-86-149-5 | weitere Bilder       |
| Kirchberg 8 (Standort)                             | Ehemaliges Schulhaus               | Dreigeschossiger, verputzter Satteldachbau mit Eckrustika, zweite Hälfte 19. Jahrhundert. | D-1-86-149-7 | Ehemaliges Schulhaus |
| Kirchberg, westlich der Pfarrkirche (Standort)     | Lourdesgrotte                      | Mit segmentbogigem Vorbau, Ende 19. Jahrhundert. | D-1-86-149-8 | weitere Bilder       |

### Weitere Ortsteile
| Lage                      | Objekt                                      | Beschreibung | Akten-Nr.     | Bild                 |
| ------------------------- | ------------------------------------------- | --- | ------------- | -------------------- |
| In Fürholzen (Standort)   | Ortskapelle                                 | Verputzter Satteldachbau mit kleiner dreiseitiger Apsis, leicht geschweiftem Giebel und Dachreiter mit Zwiebelhaube, neubarock, Anfang 20. Jahrhundert; mit Ausstattung. | D-1-86-149-10 | weitere Bilder       |
| Gambach 29 (Standort)     | Katholische Filialkirche St. Laurentius     | Verputzter Steilsatteldachbau mit Blendengliederung und Chorturm mit oktogonalem Aufsatz und Zwiebelhaube, Langhaus mit flacher Holzdecke und eingezogener Chor mit Stichkappentonne, im Kern spätromanisch, 14. Jahrhundert, im 17. Jahrhundert umgestaltet; mit Ausstattung.                                                       | D-1-86-149-11 | weitere Bilder       |
| Ossenzhausen 2 (Standort) | Katholische Pfarrkirche St. Nikolaus        | Saalkirche mit dreiseitigem Chorschluss und westlichem Fassadenturm mit steilem Treppengiebel und Blendengliederung, Langhaus mit Flachdecke über Hohlkehle und Chor mit Stichkappentonne, Chor im Kern 15. Jahrhundert, Turm wohl Anfang 15. Jahrhundert., Langhaus 1754 über spätromanischer Grundlage aufgebaut; mit Ausstattung. | D-1-86-149-13 | weitere Bilder       |
| Ottersried 23 (Standort)  | Katholische Filialkirche St. Peter und Paul | Verputzte Saalkirche mit Steilsatteldach, Blendengliederung und halbrunder Chorapsis mit aufgesetztem Turm mit getrepptem Giebel, Langhaus mit Korbbogentonne und eingezogener Chor mit Flachdecke, im Kern spätromanisch, wohl 14. Jahrhundert, Turmaufbau 16. Jahrhundert, Langhauswölbung 17. Jahrhundert; mit Ausstattung.       | D-1-86-149-14 | weitere Bilder       |
| Rohr 23 (Standort)        | Ehemaliges Pfarrhaus                        | Zweigeschossiger, traufseitiger Steilsatteldachbau, 1803, erneuert. | D-1-86-149-17 | Ehemaliges Pfarrhaus |
| Rohr 29 (Standort)        | Katholische Pfarrkirche St. Stephanus       | Saalkirche mit Satteldach, leicht eingezogenem Polygonalchor und südlichem Chorflankenturm mit Spitzhelm, Langhaus und Chor mit flachen Holzdecken, romanisierend-gotisierend, 1878; mit Ausstattung. | D-1-86-149-16 | weitere Bilder       |
| Waal 30 (Standort)        | Katholische Pfarrkirche Mariä Himmelfahrt   | Saalkirche mit Steilsatteldach, polygonalem Chorabschluss und nördlichem Chorflankenturm mit Spitzhelm, Langhaus mit Flachdecke über Hohlkehle, Chor mit Netzrippengewölbe, Turmunterbau und Chor 15. Jahrhundert, Ausbau des Langhauses um 1780, Turmaufbau 1881, Verlängerung des Langhauses 1903; mit Ausstattung.                | D-1-86-149-18 | weitere Bilder       |
| In Waal (Standort)        | Nebengebäude                                | Zweigeschossiger, traufseitiger Satteldachbau mit drei Rundbogenarkaden zur Straße (Laubengang), erste Hälfte 19. Jahrhundert. | D-1-86-149-19 | Nebengebäude         |

## Ehemalige Baudenkmäler
| Lage                              | Objekt                                 | Beschreibung | Akten-Nr.       | Bild |
| --------------------------------- | -------------------------------------- | --- | --------------- | ---- |
| Gambach Haus Nr. 29 ()            | Wohnteil eines Kleinbauernhauses       | Eingeschossig mit seltenem Stüberlvorbau, erste Hälfte 19. Jahrhundert.                                                                         | D-1-86-149-12 ? |      |
| Ottersried Haus Nr. 32 (Standort) | Kleinstbauernhaus (jetzt Gemeindehaus) | Mit Greddach, Mitte 19. Jahrhundert. | D-1-86-149-15   | BW   |
| Rohr 12 (Standort)                | Bauernhaus                             | giebelständiger, zweigeschossiger Satteldachbau mit Gurtgesims, im Giebel Figurennische mit Muttergottes, im Wirtschaftsteil Hopfendarre, 1903. | D-1-86-149-22   | BW   |